# Ізабелла, принцеса Данії
Принцеса Ізабелла Данська, графиня Монпеза (дан. Isabella Henrietta Ingrid Margrethe; нар. 21 квітня 2007, Копенгаген) — дочка короля Данії Фредеріка X та його дружини — королеви Мері. Онука королеви Данії Маргрете II, молодша сестра принца Крістіана і старша сестра близнюків принца Вінсента та принцеси Йозефіни.
У списку данського престолонаслідування займає другу позицію.

## Життєпис

### Дитинство
Народилася 21 квітня 2007 року о 16.02 у Копенгагені в університетському шпиталі з вагою 3350 г та зростом 50 см.
1 липня 2007 року принцеса Ізабелла була хрещена в церкві замку Фреденсборг. Імена Генрієтта, Маргрете та Інгрід вона отримала на честь бабусь та прабабусі. Її хресними стали: королева Бельгії Матильда, принцеса Алексія Грецька та Данська, Надін Джонстон, Крістіан Бухвальд, Пітер Хірінг, Марі Луїза Скіл. На Тасманії як подарунок до хрестин для принцеси Ізабелли було виготовлено мініатюрний браслет з білого золота, червоної емалі та дорогоцінного каміння у вигляді данського прапора — білого хреста на червоному тлі.
5 листопада 2008 року принцесу прийняли до ясел Дитячого дому Королеви Луїзи, які вже відвідував її старший брат Принц Крістіан. У зв'язку з народженням близнюків у батьків Її Королівської Вельможності 4 січня 2011 року Ізабеллу перевели до гарнізонного дитячого садка, який розташований ближче до палацу.
13 серпня 2013 року Ізабелла пішла до 0 класу до школи Транегард, в Гентофті.
У січні 2020 року Ізабелла та її троє братів і сестер розпочали 12-тижневе перебування в міжнародній школі Lemania-Verbier у Верб'є, Швейцарія. Брати та сестри вимушені були повернулися додому в березні через загострення ситуації з COVID-19 у Данії.

### Юність
30 квітня 2022 року принцеса пройшла обряд конфірмації в церкві замку Фреденсборг. Церемонія була проведена єпископом Хенріком Віг Поулсеном, її відвідали рідні та хрещені Ізабелли. У березні 2022 року було оголошено, що Ізабелла продовжить навчання в Herlufsholm School, починаючи з серпня 2022 року. Однак 26 червня 2022 року її батьки оголосили в заяві, що Ізабелла все-таки не почне навчатися в Herlufsholm через виявлення проблем із залякуванням, насильством і сексуальним насильством у школі, тому у вересні 2022 року вона пішла до 9 класу гімназійної школи Інгрід Єсперсенс у Копенгагені.
З нагоди свого сходження на престол 14 січня 2024 року король Фредерік X нагородив Ізабеллу, її брата Вінсента та сестру Йозефіну найвищою національною нагородою Данії — Орденом Слона.

## Нагороди
- Данія 11 червня 2009: Пам'ятна медаль «75 років від дня народження принца Хенріка»
- Данія 16 квітня 2010: Пам'ятна медаль «70 років від дня народження королеви Маргрете II»
- Данія 14 січня 2012: Пам'ятна медаль Рубінового ювілею королеви Маргрете II
- Данія 16 квітня 2015: Пам'ятна медаль «75 років від дня народження королеви Маргрете II»
- Данія '10 червня 2017: «Пам'ятна медаль Золоте весілля королеви Маргрете II та принца Хенріка»